# 普萊森特瓦利鎮區 (愛荷華州塞羅戈多縣)
普萊森特瓦利鎮區（英語：Pleasant Valley Township）是位於美國愛荷華州塞羅戈多縣的一個行政鎮區。

## 地方資料
根據2010年美國人口普查的數據，普萊森特瓦利鎮區的面積為93.11平方千米，當中陸地面積為93.09平方千米，而水域面積為0.02平方千米。當地共有人口494人，而人口密度為每平方千米5.31人。